# Chrysopogon orientalis
Chrysopogon orientalis là một loài thực vật có hoa trong họ Hòa thảo. Loài này được (Desv.) A.Camus mô tả khoa học đầu tiên năm 1922.